# 戦場のメリークリスマス
『戦場のメリークリスマス』（せんじょうのメリークリスマス、英: Merry Christmas, Mr. Lawrence、欧州公開時の外国語題: Furyo）は、大島渚が監督した映画作品である。
日本、イギリス、ニュージーランドの合作映画で、テレビ朝日製作の映画第1作でもある。1983年5月28日、日本公開。
英国アカデミー賞 作曲賞受賞。

## 概要
原作は南アフリカ共和国の作家、ローレンス・ヴァン・デル・ポストの短編集『影の獄にて』収録の「影さす牢格子」（1954年）と「種子と蒔く者」（1963年）に基づいている。 作者自身のインドネシアのジャワ島での、日本軍俘虜収容所体験を描いたものである。
第36回カンヌ国際映画祭に出品され、グランプリ最有力と言われたが受賞は逃した。
イギリス・アメリカ合衆国、ならびに北欧では『Merry Christmas, Mr. Lawrence』、フランス・イタリアでは『Furyo』（俘虜）、西ドイツでは『Furyo - Merry Christmas, Mr. Lawrence』のタイトルで公開された。
2012年に英国でデジタル修復された後、翌2013年に第70回ベネチア国際映画祭のクラシック部門で上映され、2015年3月にはフランスで2K版として劇場公開された。
2021年4月、新たな4K修復版として『愛のコリーダ』とともに国内でリバイバル上映された。2023年1月から再公開され、3月の坂本龍一逝去にともない、追悼ロードショーが5月に実施された。

## あらすじ
1942年、日本軍政下にあるジャワ島レバクセンバタの日本軍俘虜収容所で、朝鮮人軍属のカネモト（ジョニー大倉）がオランダ人捕虜のデ・ヨンを犯す事件を起こす。日本語を解する俘虜（捕虜）の英国陸軍中佐ジョン・ロレンス（トム・コンティ）は、ともに事件処理にあたった粗暴な軍曹ハラ（ビートたけし）と奇妙な友情で結ばれていく。
一方、ハラの上官で所長の陸軍大尉ヨノイ（坂本龍一）は、日本軍の背後に空挺降下し、輸送隊を襲撃した末に俘虜となった英国陸軍少佐ジャック・セリアズ（デヴィッド・ボウイ）を預かることになり、その反抗的な態度に悩まされながらも、彼に魅せられてゆく。
同時にカネモトとデ・ヨンの事件処理と俘虜たちの情報を巡り、プライドに拘る英国空軍大佐の俘虜長ヒックスリー（ジャック・トンプソン）と衝突する。
セリアズとロレンスは、無線機を無断で所持していた容疑で、ヨノイ大尉に独房入りを命じられる。セリアズもロレンスも北アフリカ戦線で一緒に戦ったことのある仲で顔は知っており、独房は隣り合っていた。ロレンスは自分の恋人のことを話し、セリアズは昔、弟に酷い扱いをしてしまったことを回想する。
その日はクリスマスで、セリアズとロレンスはハラに呼びだされた。ハラは酔っぱらっており、「ファーゼル・クリスマス」と叫び、セリアズとロレンスを釈放する。ハラは自分をサンタクロースだと言い、これはプレゼントだと言う。
要求に応じようとしないヒックスリーに対し業を煮やしたヨノイ大尉は、捕虜の全員集合を命じる。全員揃っていないと分かると病気の捕虜も並ばせるよう命じたが、これはジュネーヴ条約に違反していた。重症の捕虜が1人倒れて死亡する。それでもなお、日本軍への情報提供を拒み続けるヒックスリーを、ヨノイ大尉は刀で斬ろうとした。そこへ、セリアズが歩み寄り、ヨノイ大尉に抱擁し頬にキスをした。予想外の展開にヨノイ大尉は驚き倒れこむ。
その後、ヨノイ大尉は更迭され、新しい大尉はセリアズを首から下を地中に埋めて生き埋めの刑に処した。セリアズは弟のことを思い出しながら衰弱死し、その夜中にヨノイ大尉は項垂れた頭のみが地上に露となったセリアズの元へ密かに歩み寄り、彼の髪を一束切り、目の前で敬礼し、切った髪を持って立ち去った。
太平洋戦争は終わり、時は1946年。日本は敗戦し、ヨノイ大尉は戦犯として既に処刑されていた。同年のクリスマス、死刑判決を受け、執行前日を迎えたハラの元へロレンスが面会にやってくる。4年前のクリスマスのことを思い出し、2人は笑い話に花を咲かせる。ロレンスが立ち去ろうとしたとき、ハラはかつて彼らが現在とは逆の立場であった頃のように怒声のような呼び捨てにして彼を呼び止め、ある別れの言葉を放つ。

## キャスト
- ジャック・セリアズ陸軍少佐 - デヴィッド・ボウイ
- ヨノイ大尉（レバクセンバタ俘虜収容所所長） - 坂本龍一
- ハラ・ゲンゴ軍曹 - ビートたけし（クレジットはTAKESHIとのみ表示）
- ジョン・ロレンス陸軍中佐 - トム・コンティ
- ヒックスリー俘虜長 - ジャック・トンプソン
- 拘禁所長 - 内田裕也
- イトウ憲兵中尉 - 三上寛
- カネモト朝鮮人軍属 - ジョニー大倉
- カール・デ・ヨンオランダ軍兵士 - アリステア・ブラウニング
- ウエキ伍長 - 飯島大介
- ヤジマ一等兵 - 本間優二
- ゴンドウ大尉 - 室田日出男
- 軍律会議通訳 - 戸浦六宏
- フジムラ中佐（軍律会議審判長） - 金田龍之介
- イワタ法務中尉（軍律会議審判官） - 内藤剛志
- 軍律会議検察官 - 石倉民雄
- 俘虜収容所勤務の兵 - 三上博史、車邦秀
- セリアズの弟 - ジェイムズ・マルコム

## スタッフ
- 監督 - 大島渚[1]
- 製作 - ジェレミー・トーマス[1]
- 原作 - ローレンス・ヴァン・デル・ポスト『影の獄にて』 [1]
- 脚本 - 大島渚、ポール・メイヤーズバーグ
- 撮影監督 - 成島東一郎[1]
- 撮影 - 杉村博章[1]
- 美術監督 - 戸田重昌[1]
- 編集 - 大島ともよ[1]
- 音楽 - 坂本龍一[1]
- 第一助監督 - リー・タマホリ[1]
- 配給 - 松竹、松竹富士、ヘラルド[3]
- 製作 - シネベンチャー・プロ、レコーデッド・ピクチャーカンパニー、大島渚プロダクション、テレビ朝日、ブロードバンク・インベストメント・リミテッド[1]

## 作品解説
第二次世界大戦をテーマにした戦争映画でありながら、戦闘シーンは一切登場しない。また回想シーン以外の出演者はすべて男性という異色の映画である。撮影はクック諸島のラロトンガ島とニュージーランドで行われた。
ハラ軍曹らに見られる当時の日本軍による捕虜に対する扱いや、イギリスにおける障害者への蔑視行為やパブリックスクール（寄宿制名門校）におけるしごきなど、歴史の闇の部分も容赦なく描いている。

### 製作費
制作費の総額は約600万ドル（当時約15億円）もしくは650万ドルとされている。
企画が立ち上がった1978年には松竹が全額出資すると主張していたが、資金集めの難航により国内のみでの調達は不可能となり、松竹は大島に「途中から外国で半分持ってくれる所を探して来い」と命じた。映画プロデューサーを買って出る日本人も見つからず、製作開始までに長い時間を要した。資金調達先とシネマスクエアとうきゅうのオープニング上映作品を探していたヘラルド・エースの原正人が、ニコラス・ローグ監督の『ジェラシー』の買い付けで知り合った、同作のプロデューサー・ジェレミー・トーマスに打診した結果、トーマスがプロデューサーに就任することになった。しかし、松竹が急に「製作には参加せず配給だけ」と言い出す。これを受け、大島が全財産をはたき多額の借金までして住友銀行から、トーマスが外国側の製作費を全額ニュージーランドの銀行から引き出した。撮影地をニュージーランドの領土で行うことが、同国側からの条件の一つだった。3か国の合作映画だが、ニュージーランドはこの通り金を出しただけで、実質的には日英合作である。
結果的に大島最大のヒット作となり、後に松竹は「製作もすればよかった」と悔しがった。　

### 配役
キャスティングにあたり、大島は「『連合艦隊』と『大日本帝国』に出た役者だけは使いたくなかった」と話したという。東宝と東映が製作したその2本は軍隊経験者が作った最後の戦争映画とされ、軍隊未経験者の大島からすれば「『大日本帝国』の軍人も出来るし『戦場のメリークリスマス』の軍人もやるなんて許せない」という考えがあったとされる。但し『大日本帝国』の封切と本作の海外ロケは同時期のため、『大日本帝国』の内容を把握しての発言ではない。当初、ハラ軍曹役には緒形拳と勝新太郎がキャスティングされていたが、緒形はスケジュールの都合、勝は脚本の変更を要求したため折り合いがつかず、ビートたけしに変更となった。ヨノイ大尉役も三浦友和、沖雅也、滝田栄、沢田研二、友川カズキらが予定されていたが、いずれもスケジュールが合わず、坂本がキャスティングされた。トム・コンティが演じていたロレンス中佐の役には、当初ジェレミー・アイアンズが候補に挙がっていたものの、アイアンズは「台本を読んだら、同性愛色が強すぎるような気がした」と述べて断っている。しかし後に「完成した映画を観て死ぬほど後悔した」と語っている。また、セリアズ役にはロバート・レッドフォードや、映画監督フランシス・フォード・コッポラの甥で、当時高校生だったニコラス・ケイジにオファーをしていたが、ともに断られたため、大島がブロードウェイの舞台『エレファント・マン』に出演中のデヴィッド・ボウイを見て起用を決めた。ボウイはオファーを了承した後、2年間体を空けて待っていたという。

### 撮影
1982年8月9～10日、主力スタッフラロトンガ島入島。8月15日、機材を積んだ船が現地へ到着。8月18～19日に荷役作業。8月23日、ラロトンガ島でクランクイン。9月20日、当地での撮影を終了し、翌21日に離島し、ニュージーランドへ移動。10月8日、大島監督ら主力スタッフ帰国。
台本をまったく覚えずに現場入りした坂本は、当然ながら上手くセリフが言えず、大島から怒られるシチュエーションを自ら作ってしまったが、大島はなぜか相手役に「お前がちゃんとしないから坂本君がセリフ話せないんだろう!」と怒ったという。この大島の一種の配慮により、たけしと坂本は無事クランクアップを迎えることができた。
演技についてたけしは、「NGは監督からほとんど出されなかったけど、代わりにアフレコはさんざんやらされた」と語っている。これは、監督からオファーを受けた際「自分は漫才師であり、俳優でありませんから、きちんとした演技はできません」と前もって伝えていたことから、監督なりの配慮がされた結果と言える。加えてたけしがNGを出すと、代わりに脇にいた助監督が叱られたというエピソードが残っている。
当時、たけしと坂本は2人で試写のフィルムを見て、「オレ（たけし）の演技もひどいけど、坂本の演技もひどいよなぁ」と語り合い、ついには2人でこっそりフィルムを盗んで焼こうという冗談を言い合ったという。大島はできない俳優を厳しく叱責することで有名だったため、たけしと坂本は「もし怒られたら一緒にやめよう」と約束をしていた。
ヨノイが傷病兵に向かって「貴様らは病気じゃない!」と叫ぶシーンは坂本のアドリブであり、「彼は面白い」と気に入った大島は、その坂本のセリフを面白可笑しく口真似しながら編集作業が行われた。
作品の終盤、反抗的な俘虜長を処刑しようと日本刀を抜いたヨノイ大尉にセリアズが近づき、頬にキスをするシーンで、画面が微妙に揺れ動いているが、これは意図して行った演出ではなく、撮影機材の故障により偶然生じたものであった。しかし、その後に撮り直したものと比較して、画面が微妙に動く前者の方が心理描写を的確に表現できているとして、これを採用した。後に大島は「奇跡だよ」と周囲に語ったという。最終的にスローモーションでコマを引き伸ばす処理が施され完成した。
たけしが施設のドアを開けるシーンでは、散々リハーサルをするもタイミングが上手く行かず、ついに大島が怒り出し、「このタイミング!このタイミングがこの映画で一番大事なんだ!」と怒鳴るものの、本番直前にドアは壊れてしまった。仕方なくドアなしで撮ったが、直後にドアが壊れた件についてたけしが大島に聞くと「え?何?ドア?あんなのどうでもいいんだ!」と答えたため、呆然となったという。

## 反響・評価
試写会で自分の演技を見たたけしは、「自分の演技がひどすぎる」と滅入ってしまったが、共演の内田裕也やジョニー大倉は「たけしに全部持っていかれた」とたけしの存在感に悔しがったという。一方で、大島は周辺に「たけしがいいでしょう」と漏らし、同席した作家・小林信彦に、滅入っているたけしを褒めるよう要請している。後にたけしは「すぐれた映画監督というのは、その俳優が一番見せたくない顔を切り取って見せる人を言うんじゃないかな?」と、自分の演技を引き合いに大島の力量を絶賛した。
後日、たけしは「坂本もオイラもこの映画に客観的に参加していた、映画がこけちゃえばいいとさえ思っていた。ほかの役者のように大島監督からエネルギーを吸い取られるようなことはなかった」と語った。また、たけしは本作への出演を機に自身も映画監督を始めようと思ったとも語っている。
公開時には女子高生など若い女性客が、ボウイや坂本、たけしを目当てに映画を鑑賞する“戦メリ少女”と呼ばれる現象が生まれ、大島の元にも戦メリ少女達からのファンレターが寄せられた。これは人が人に惹かれていくことを描いた映画だと説明する大島は、中でも「セリアズ、ヨノイ、ハラそれぞれが自分の思いを伝えられずにいる」という女子中学生からの感想の手紙が、東洋と西洋の対立といった海外の反応や評論家よりも、よっぽどこの映画の本質を捉えているように感じられたという。
テレビ放送では1984年12月23日に23.6%、1985年12月22日に15.1%の視聴率（ビデオリサーチ調べ）を記録した。
2021年4月、4K修復版の公開に際し、マーティン・スコセッシやベルナルド・ベルトルッチ、クリストファー・ノーランのコメントが予告編で紹介された。また、ノーランは世界の名作を高品質な映像ソフトで販売するアメリカのレーベル、クライテリオンのタイトル700本の中から、本作をベストテンの6位に選出。「デビッド・ボウイのカリスマ性を捉えることに成功した稀有な作品」と評し、米インディ・ワイヤーでノーランが薦める35本の映画の一つにも挙げられた。ノーランが監督する『プレステージ』（2006年）にボウイが出演し、ロレンスを演じたトム・コンティも『ダークナイト ライジング』（2012年）と『オッペンハイマー』（2023年）に出演した。

## 考察
日本人がメガホンを取った戦争映画ながら、表面的なメッセージ性は薄い。しかし、日本軍の捕虜への待遇と、その根底にある日本独特の「武士道」、「神道・仏教観」や「皇道派、二・二六事件」、明治以降の日本人が抱いた強い欧米への劣等感と憧憬、そして、欧米人・日本人にある「エリート意識・階級意識」、「信仰心」、「誇り」、「死と隣り合わせのノスタルジア」（弟の歌う 「Ride Ride Ride」の曲にのって描かれる、故国の田園の居宅の「バラ園」）などがより尊く描かれ、また、それを超えた友情の存在とそれへの相克がクライマックスにまで盛り上げられていく。
また、後期の大島作品に底流する「異常状況のなかで形作られる高雅な性愛」というテーマも、登場人物らの同性愛的な感情として（婉曲的ながら）描写されている。

## 特別番組
テレビ朝日では大島渚、ビートたけし、デヴィッド・ボウイなど勢揃いした特別番組が制作された。オープニングでは「レッツ・ダンス」に合わせて若い男女が踊る中デヴィッド・ボウイが登場し、笑顔でビートたけしに握手を求めた。

## 事件
撮影開始直前の1982年8月19日、現地の島で、激しい雨が降り続く中、照明スタッフのK（男性。当時46歳）が失踪した。翌日朝、行方が分からなくなったことをカメラマンの杉村博章が気付いたが、Kの上司・成島東一郎は、大島監督に「Kは風邪をひいて、ホテルの部屋で寝ている」と虚偽の報告をした。杉村一人がKの捜索を行ったが、隠し通すのも限界と悟り、8月24日夜、成島が大島に報告すると大島は「われわれは仕事をしに来たのだから、予定通りロケに専念する。Kのことは島の警察に一任しよう」と指示し、翌8月25日、現地の警察に失踪届を出した。Kの家族（妻）への連絡は8月27日夜。しかしいつもはのどかな島で、本格的に捜索が始まったのは9月8日。Kの妻と警察官を含むボランティアら総勢50人で捜索日数3日間。撮影は中断されず、捜索に本作スタッフは誰も参加しなかった。手がかりも見つからないまま、10月8日、大島ら主力スタッフが帰国。Kの失踪は日本のマスメディアでも大きく報道されていたため、成田で待ち構えていた報道陣にKの失踪を問われた大島監督は「わかんないね。ひょっとしたらさ、島でいい女を見つけてタロイモでも耕しているという説もあるしさ、そうじゃなくて、死んでいるという説もある。ま、島から出たケースはないね。とにかく、タロイモか死んでるか、どっちかでしょうね」等と話した。成島は奇妙に声を震わせて、「島の捜索は、引き続きKの捜索に当たっていますが…」とウソをつき、「監督に迷惑をかけましてね。Kは私が推薦したのですが、彼の誠実な面が悪く出ました。私は非常に残念で仕方ありませんが、Kにも申し訳ないことをした。Kは異常錯乱を起こしたんです」と言ったため、大島が言葉を遮り「成島さんはいろいろ推測するけど本当のことは分かりません。私はこの人の言うことは信じません」と狼狽し、早口で一気に捲し立て、成島の話を中断させた。この模様は翌日の新聞で紹介され『酒井広のうわさのスタジオ』（日本テレビ）でも詳しく紹介された。この大島発言が批判されたため、『ルックルックこんにちは』（日本テレビ）がKの妻・大島・成島の三者の対決を企画し、当日成島は欠席したため、1983年2月14日の同番組でKの妻・大島の二者の対決という形となって放映されたが、テレビ馴れの差がはっきり出て、Kの妻の沈黙が目立つことになった。大島は空港での発言については「あれは冗談だった」と謝罪した。一連の大島と成島の対応に怒り心頭となったKの妻が1983年11月21日、総責任者である大島監督を相手に雇用契約上の労働関係における安全保護義務違反と名誉毀損を訴え、総額1133万円の損害賠償を求め、東京地裁に提訴した。1984年1月19日、Kの妻、清水恵一弁護士、大島の三者会談が行われたが、大島は用件を聞くだけで意思表示をせず、後日回答すると約束した。大島は報知新聞紙上で「誰かがそそのかしているんじゃないの。大島なら金が執れるぞ、みたいに」等と話し、成島と杉村も大島を擁護する発言を行った。2月1日付けデイリースポーツの芸能欄のトップページに「失踪照明マンK、現地で結婚!?」との大見出しが載り、「家庭脱出の事情が」の小見出しで「Kさんは島の女と結婚して平和に暮らしている」などという記事が掲載された。1984年2月7日に行われた第一回口頭弁論で、大島監督は「私は現地の会社に雇われたのであるから、Kさんに対する契約義務はない」と反論した。裁判のその後の経過は不明だが、Kの行方はその後もわからず、未解決事件となっている。

## エピソード
- ヨノイが軍律会議のために向かったバタビヤの会議場はニュージーランドの旧オークランド駅舎で撮影された。また、ラストにローレンスがハラに面会に訪れた拘置所はマウント・イーデン刑務所を使用して撮影された。
- トム・コンティが演じたロレンスの回想はセリフだけで済まされているが、当初は女優を使った映像を使う予定であった。実際に、女優を使って島とは別の場所でロケを行って撮影が行われたが、最終的に女優の出演シーンはカットされて採用されず、結果として男性キャストばかりの映画となった[59]。
- ビートきよしも俳優として撮影に参加しているが、きよしが言う予定だった台詞を別の役者によって撮影してしまったため、出演シーンはすべてカットされた。きよしは後年「島には1週間行ったけど、ずっと雨降りで撮影進まなくて、最後の1日だけ晴れて撮影になったけど時間もなくて、ちょこっと出ても仕方ないから遊んでなよって。監督が俺のシーン全部カットしちゃったから、ロケは行ったけど出演はしてない」「ギャラは貰った」と語っている[60]。
- 当時、坂本と同じ事務所で海外業務を担当し撮影では坂本の付き人をしていたピーター・バラカンが、捕虜役のエキストラとして出演している[61]。
- 当時はまだ無名の俳優だった三上博史が、日本兵役として出演している。
- たけしが演ずるハラ軍曹は仏教徒として描かれている。ハラが昼寝のときも首からかけている数珠は、左右に2つずつ房がある「本式数珠」である。ヤジマ一等兵の葬式で、ハラ軍曹は軍服のうえから輪袈裟をつけて正座し「念彼観音力（ねんぴーかんのんりき）」云々と「観音偈（かんのんげ）」（鳩摩羅什訳『妙法蓮華経』観世音菩薩普門品第二十五の末尾）をとなえる。ハラの宗派は劇中のセリフでは明言されていないが、本式数珠と観音偈から仏教のどの宗派か判るように描かれている。
- たけしは、スケジュールの関係でほかのスタッフらより早く撮影を終えて帰国したことから、映画の情報をネタとして『ビートたけしのオールナイトニッポン』などで流布した。一例を挙げると、大島が撮影に使ったトカゲが演出意図どおりに動かないことに腹を立て「お前はどこの事務所だ!」と怒鳴りつけたことや、差し入れのうな重をたけしらが食べてしまったことに坂本が腹を立て、代わりにたけしが手配したうな重を涙を浮かべながら食べていた、などである。のちに坂本とたけしの対談で、「あの時俺は泣いていなかった」、「いや泣いていただろ」といったやりとりがあり、あのような状況は食事の話題が異様になると結論づけた[注 8]。
- カンヌ映画祭受賞作の発表前日に、スポーツ新聞社の記者が「明日の朝刊に間に合わないから、今、受賞したという前提で喜びの写真を撮らせて欲しい」とたけしを訪れた。翌朝そのスポーツ新聞には、たけしの写真の横に大きな文字で「たけし ぬか喜び」と書いてあった[注 9]。たけしは、自身がパーソナリティーを務める深夜放送『ビートたけしのオールナイトニッポン』で、このことをネタに自嘲気味にトークをした。
- ラストでたけしがアップになり「メリークリスマス、ミスターロレンス」と言うシーンについて、後に『オレたちひょうきん族』でたけしは「オレのあの顔で世界が泣いたんだぜ」と自慢した。しかし、片岡鶴太郎にはそのシーンを茶化され、明石家さんまには「世界は泣いたか知らんがな、オレは笑ったわ!」などとネタにされた。『オレたちひょうきん族』内でたけしが演じていた「タケちゃんマン」でも、「戦場のメリーさんの羊」というパロディコントが放送され、カンヌ映画祭で受賞を逃したところまでネタにしていた。なお、同じコーナーでカンヌ映画祭で作品賞を受賞した『楢山節考』も「楢山ブス考」の題でパロディにされていた。
- メイク係の女性は、ハラ軍曹を演じたたけしのラストの演技に感銘を受け、敬意を表すため自分もハラ軍曹と同様に剃髪した[59]。
- 撮影中、坂本龍一がたけしの部屋を訪ねると、真っ暗な部屋の中のベッドで、天井までとどくかというほど本を積み上げて勉強するたけしの姿に出くわすという場面があった。
- 坂本龍一が作曲した主題曲は名曲として評価が高い。デヴィッド・シルヴィアンはこの曲にあわせて歌詞を書き「禁じられた色彩 Forbidden Colours」というタイトルの歌を作った。このタイトルは三島由紀夫の小説『禁色』にちなむ（＋戦場のメリークリスマス (サウンドトラック)#収録曲）。
- メイキング映像の製作も企画されたが、デヴィッド・ボウイが拒否したことから、大島も許可しなかった[29]。
- 登場人物のモデルの一人になった森勝衛[62][63]は下重暁子の父の従兄にあたる。映画製作当時、大島と下重はテレビ番組で共演していたが、下重は映画の完成試写会が終わるまで大島にその事実を告げず、知らせたのちに大島に怒鳴られた[64]。
- トム・コンティは日本語をまったく話せないため、日本語の台詞を音として覚えてリピートしていた。
- 渉外担当弁護士の乗杉純の回想に『黒澤明の弁護士』（第3章：映画「戦場のメリークリスマス」初めての映画製作の仕事）がある[65]。
- ヨノイ大尉は原作版では生き延びており、ロレンスから預かったセリアズの遺髪を神社に捧げるシーンがある。また、ラストシーン後の展開も一部異なっている。

## 受賞
- ナショナル・ボード・オブ・レビュー（1983年） - 男優賞（トム・コンティ）[66]
- 英国アカデミー賞（1983年） - 作曲賞（坂本龍一）[19]
- 第38回毎日映画コンクール（1984年）[67]
  - 日本映画大賞
  - 男優助演賞（ビートたけし）
  - 監督賞（大島渚）
  - 脚本賞（大島渚）
  - 音楽賞（坂本龍一）
- 第7回日本アカデミー賞（1984年）
  - 優秀作品賞
  - 優秀監督賞（大島渚）
  - 優秀助演男優賞（ビートたけし）
  - 優秀音楽賞（坂本龍一）
  - 優秀美術賞（戸田重昌）
  - 作品部門・話題賞